# 偿付能力
偿付能力（英語：solvency)，指一个实体支付债务的能力；偿付能力同时也描述一个企业支付长期费用和完成长期成长的能力。如果企业无力偿付，根据当地破产法，企业可能就不能继续经营而需要破产还债。
偿付能力与盈利能力不同。企业可以在有偿付问题的情况下盈利，如扩张时期；企业可以在损失情况下有较好的偿付能力，如自食未来的利润、销售应收帐款。但是在同时间没有利润和无力偿付通常代表企业面临着破产。

## 償付能力比率
償付能力比率（英語：solvency ratios)，是衡量企業履行其長期債務義務的能力的關鍵指標，表示著公司的現金流是否足以滿足其長期負債，因此能被用於衡量其財務狀況：不利的比率可能表明公司可能會拖欠債務義務。值得一提的是，償付能力比率和流動性比率都能準確地衡量公司的財務狀況，但償付能力比率比流動性比率具有更長遠的前景。
| 償付能力比率                                   | 計算方法              |
| ---------------------------------------------- | --------------------- |
| 債務資產比率（英語：debt-to-assets ratio）     | 債務 ÷ 資產           |
| 利息覆蓋率（英語：interest coverage ratio）    | 息稅前利潤 ÷ 利息費用 |
| 權益比率（英語：equity ratio）                 | 股東權益 ÷ 資產       |
| 債務權益比率（英語：debt-to-equity ratio）     | 流通債務 ÷ 股東權益   |
| 財務槓桿比率（英語：financial leverage ratio） | 資產 ÷ 股東權益       |